# ألومينات السترونتيوم
ألومينات السترونتيوم هو مركب كيميائي له الصيغة SrAl2O4، ويكون على شكل بلورات صفراء شاحبة.

## التحضير
يحضر ألومينات السترونتيوم من تفاعل أكسيد السترونتيوم مع أكسيد الألومنيوم عند درجات حرارة تتراوح بين 700 إلى 900 °س.
{\displaystyle \mathrm {SrO+Al_{2}O_{3}\longrightarrow SrAl_{2}O_{4}} }

## الضيائية
ابتكرت ألومينات أكسيد السترونتيوم التي تتميز بشدة إضاءة تبلغ 10 أضعاف إضائية سلفيد الزنك، ومنذ ذلك الحين استعيض بألومينات السترونتيوم عن سلفيد الزنك. وتستخدم الدهانات المحتوية على ألومنينات أكسيد السترونتيوم في إضاءة مخارج الصالات العامة والسينمات، ولتحديد اتجاه الطرق وملابس العاملين في بناء الطرق والشوارع وعمال المناجم.